# Mojinete
Mojinete ist eine Ortschaft im Departamento Potosí im Hochland des südamerikanischen Anden-Staates Bolivien.

## Lage im Nahraum
Mojinete ist zentraler Ort des Municipio Mojinete in der Provinz Sur Lípez. Die Ortschaft liegt auf einer Höhe von 3318 m am Río Mojinete, einem linken Nebenfluss des Río San Juan del Oro, der einer der Quellflüsse des Río Pilcomayo ist.

## Geographie
Mojinete liegt auf dem bolivianischen Altiplano in einem der südlichen Seitentäler der Gebirgskette der Cordillera de Lípez nahe der argentinischen Grenze. Das Klima der Region ist ein typisches Tageszeitenklima, bei dem die mittlere Temperaturschwankung im Tagesverlauf deutlicher ausfällt als im Ablauf der Jahreszeiten.
Die Jahresdurchschnittstemperatur der Region liegt bei knapp 8 °C (siehe Klimadiagramm Mojinete), die Monatswerte schwanken nur unwesentlich zwischen knapp 3 °C im Juni/Juli und 11 °C von Dezember bis Februar. Der Jahresniederschlag liegt bei niedrigen 230 mm, die Monatsniederschläge liegen unter 10 mm in dem Winterhalbjahr von April bis Oktober und erreichen nur von Dezember bis Februar Werte von 50 bis 60 mm. 

## Verkehrsnetz
Mojinete liegt in einer Entfernung von 540 Straßenkilometern südlich von Potosí, der Hauptstadt des Departamentos.
Von Potosí aus führt die Nationalstraße Ruta 5 in südwestlicher Richtung 208 Kilometer über Ticatica nach Uyuni, von dort die Ruta 21 nach Südosten 96 Kilometer bis Atocha und weitere 100 Kilometer nach Tupiza. Etwa 25 Kilometer hinter Atocha zweigt eine unbefestigte Piste bei Escoriani nach Südwesten ab und führt 40 Kilometer bis San Vicente und weitere 80 Kilometer bis zur Provinzhauptstadt San Pablo de Lípez. Von dort führt eine Wegverbindung zuerst in das 28 Kilometer entfernte Guadalupe und von dort weiter in östlicher Richtung noch einmal etwa 50 Kilometer bis Mojinete.

## Bevölkerung
Die Einwohnerzahl der Ortschaft ist in den vergangenen beiden Jahrzehnten auf etwa des Doppelte angestiegen:
| Jahr | Einwohner | Quelle       |
| ---- | --------- | ------------ |
| 1992 | 199       | Volkszählung |
| 2001 | 271       | Volkszählung |
| 2012 | 409       | Volkszählung |
| 2024 |           | Volkszählung |

Die Region weist einen hohen Anteil an Quechua-Bevölkerung auf, im Municipio Mojinete sprechen 94,5 Prozent der Bevölkerung die Quechua-Sprache. Der Ort wird von 119 Familien (Stand 2006) bewohnt, die in erster Linie vom landwirtschaftlichen Anbau leben.